# Theodoor van Doorninck
Theodoor van Doorninck (Olst, 14 juli 1878 - Olst, 6 oktober 1958). was president van de rechtbank in Maastricht.

## Biografie
Theodoor van Doornink is een telg van het geslacht Van Doorninck, dat vooral in de omgeving van Deventer is te vinden.
Hij studeerde rechten in Utrecht en promoveerde net als zijn broer Anton van Doorninck op stellingen tot doctor. Hij keerde terug naar Overijssel om bij de arrondissementsrechtbank in Zwolle te werken, waar hij het schopte tot substituut-griffier.
Op 16 mei 1922 werd hij benoemd tot rechter bij de arrondissementsrechtbank in Maastricht. Na een kleine twintig jaar, op 1 april 1941, werd hij president van de rechtbank in de Limburgse hoofdstad. Reeds op 1 augustus 1943 werd hem ontslag verleend en trok hij zich terug op zijn kasteeltje Boxbergen, waar hij samen met zijn eveneens ongetrouwde zuster Maria bleef wonen tot zijn overlijden in 1958. Na zijn dood lieten de pachters van zijn landerijen een aparte rouwadvertentie plaatsen. Zijn zuster overleed twee jaar na hem, waarna de inboedel van Boxbergen werd geveild. Het kasteeltje zelf was al in 1951 verkocht, met de voorwaarde dat hij en zijn zuster er tot hun dood mochten blijven wonen.

## Persoonlijk
Theodoor van Doorninck was een achterkleinzoon van de burgemeester van Deventer en Tweede Kamerlid Martinus van Doorninck (1775 - 1837) en Adriana Maria Lamberts (1785 - 1857); een kleinzoon van luitenant-kolonel Martinus van Doorninck (1813-1867) en Suzanna Maria Johanna Francisca Elizabeth de Man (1822 - 1907); en een zoon van Martinus van Doorninck (Breda, 27 juli 1847 - Olst, 4 januari 1886) en Helena de Man (Paramaribo (Suriname), 23 mei 1853 - Olst, 20 januari 1939.)
Van Doorninck en De Man waren op 21 maart 1872 getrouwd in Breda en kregen, behalve Theodoor, nog vijf kinderen. Te weten Maria van Doorninck (1872 - 1960), Anton van Doorninck (1874 – 1952) en Martinus van Doorninck (1876 - 1946). Twee  dochters, Johanna van Doorninck (1880 - 1889) en Janna Petronella van Doorninck (1883 - 1885), stierven op zeer jonge leeftijd.